# Baby, It's Over/The Next Day
Baby, It's Over/The Next Day è il secondo (ed ultimo) 45 giri della cantante statunitense Debbie Burton, pubblicato dalla Atlantic nel 1966.

## Tracce
Testi di Harry Nilsson, musiche di Harry Nilsson (lato A) e Perry Botkin Jr. (lato B); edizioni musicali Rock Music Co. BMI.
1. Baby, It's Over – 2:10
2. The Next Day – 2:20

## Staff artistico
- Debbie Burton – voce
- Perry Botkin Jr. – direzione orchestrale